# Ralph Sampson
Ralph Lee Sampson (ur. 7 lipca 1960 w Harrisonburgu) – amerykański koszykarz, grający w lidze NBA na pozycji centra (2,24 m wzrostu). Uczestnik spotkań gwiazd NBA, członek Koszykarskiej Galerii Sław im. Jamesa Naismitha, trener.

## Kariera sportowa
W 1979 wystąpił w meczu gwiazd amerykańskich szkół średnich - McDonald’s All-American.
Po znakomitej karierze uczelnianej, na University of Virginia, ukoronowanej trzykrotnym zdobyciem tytułu Gracza Roku (jako jeden z trójki koszykarzy w historii), Sampson został wybrany z nr 1. draftu 1983 przez Houston Rockets. Spełniając pokładane w nim nadzieje, spisywał się znakomicie także w NBA. Po pierwszym sezonie został uhonorowany tytułem NBA Rookie of the Year i wyborem do drużyny Zachodu w Meczu Gwiazd. Od następnego sezonu, kiedy do drużyny z Houston dołączył drugi olbrzym, Hakeem Olajuwon, Rockets osiągnęli szczytową formę. Prowadzeni przez „Twin Towers” znacznie poprawili bilans i zagrali w fazie play-off. Sampson i Olajuwon zagrali w Meczu Gwiazd, a Sampson zdobył tytuł MVP All-Star Game. W kolejnym sezonie Ralph doprowadził drużynę do finału ligi, zwyciężając w finale Konferencji Los Angeles Lakers. W finale ligi Sampson spisał się słabiej, zaliczając m.in. bolesny upadek i usunięcie z boiska w 5. meczu, a Rockets przegrali 2-4 z Boston Celtics. 
Od tej chwili kariera Ralpha Sampsona zaczęła błyskawicznie zmierzać ku końcowi. Powtarzające się kłopoty z kolanami spowodowały, że w 1987 został sprzedany do Golden State Warriors, stamtąd po 2 latach trafił do Sacramento Kings, a ostatecznie skończył grę w NBA po zaledwie 10 meczach w barwach Washington Bullets w sezonie 1991-92. Ostatnie występy zanotował w barwach klubu Unicaja Ronda w Hiszpanii.
W krótkiej karierze 4-krotnie wystąpił w meczach gwiazd NBA (1984-1987), raz został wybrany do drugiej piątki ligi (1985).

## Osiągnięcia
NCAA
- Uczestnik rozgrywek:
  - Final Four turnieju NCAA (1981)
  - Elite Eight turnieju NCAA (1981, 1983)
  - Sweet Sixteen turnieju NCAA (1981–1983)
- Mistrz:
  - sezonu regularnego konferencji Atlantic Coast (ACC – 1981–1983)
  - turnieju National Invitation Tournament (NIT – 1980)
- MVP turnieju NIT (1980)[3]
- Koszykarz Roku:
  - NCAA:
    - im. Naismitha (1981–1983)[4]
    - według Stowarzyszenia Dziennikarzy Koszykarskich Stanów Zjednoczonych (USBWA – 1981–1983)[5]
    - według Associated Press (1981–1983)[6]
    - według United Press International (UPI – 1981–1983)[7]
    - według Krajowego Stowarzyszenia Trenerów Koszykarskich (NABC – 1982, 1983)[8]
    - według Sporting News (1982)[9]
    - Adolph Rupp Trophy (1981–1983)[10]
    - John R. Wooden Award (1982, 1983)[11]
    - Basketball Times (1982, 1983)

  - konferencji Atlantic Coast (ACC – 1981–1983)[12]
- Sportowiec Roku ACC (1983)
- Najlepszy pierwszoroczny zawodnik konferencji ACC (1980)[13]
- Wybrany do:
  - I składu All-American (1981–1983)[14]
  - Akademickiej Galerii Sław Koszykówki (2011)[15]
  - Galerii Sław Sportu stanu Wirginia (1996)
  - grona 50. najlepszych zawodników w historii rozgrywek konferencji ACC NCAA (2002)
- Uczelnia zastrzegła należący do niego numer 50

NBA
- Wicemistrz NBA (1986)[16]
- MVP meczu gwiazd NBA (1985)[17]
- 4-krotny uczestnik meczu gwiazd NBA (1984–1987)[18]
- Wybrany do:
  - I składu debiutantów NBA (1984)[19]
  - II składu NBA (1985)[20]
- Debiutant roku NBA (1984)[21]
- 5-krotny debiutant miesiąca NBA (listopad 1983-marzec 1984)[22]
- Uczestnik konkursu wsadów podczas NBA All-Star Weekend (1984)[23]
- Wybrany do Koszykarskiej Galerii Sław (Naismith Memorial Basketball Hall Of Fame - 2012)[1]
- Lider play-off w średniej zbiórek (1985)[24]

Reprezentacja
- Mistrz igrzysk panamerykańskich (1979)[25]